# Château d'Autigny
Pour les articles homonymes, voir Autigny.
Le château d’Autigny est un château de la commune d’Autigny-la-Tour dans le département des Vosges en région Lorraine.

## Histoire
Il existait à l’emplacement actuel du château, une maison forte construite vers 1600 par Jean Blaise de Mauléon, capitaine des gardes du duc Charles III de Lorraine, bailli de l’évêché de Toul et sénéchal du Barrois. Le fief d’Autigny lui est apporté en dot par son épouse Antoinette du Châtelet, fille de Renaud du Châtelet. La seigneurie reste dans la maison de Mauléon jusqu’en 1711, date à laquelle elle passe par mariage au comte de Kinigh, chambellan de la reine de Hongrie et de Bohème. Fidèle à la maison de Lorraine après le départ du duc François III, il vend son domaine en 1742 au comte Antoine de Gondrecourt qui construit le château actuel en 1748.
Le comte de Gondrecourt transforme et agrandit la demeure dans le goût du XVIIIe siècle. Le duc de Lorraine Stanislas Leszczynski érige ensuite Autigny en comté (Lettres patentes du 10 février 1757). C’est à cette époque qu’Aimé Marie Gaspard de Clermont-Tonnerre (lieutenant général des armées du roi, ministre de la Marine et des Colonies et ministre français de la Guerre) y passe une partie de son enfance.
Vendu comme bien national en 1793 à la Révolution française, il est acquis par Jean-Claude Cherrier (†1823), premier sous-préfet de Neufchâteau, qui le conserve une dizaine d’années. Il passe ensuite aux mains de la famille Panichot dont une des filles épouse le comte Paul Frogier de Ponlevoy (†1915).
Durant la Première Guerre mondiale, le grand État-major de la Royal Air Force établit son quartier général au château le 6 juin 1918. Aux environs du 23 octobre de la même année, le prince Albert, duc d’York, futur George VI, fait une visite au château[source insuffisante].
En 1920, après deux générations de la famille Ponlevoy (ou Pontlevoy), le château est vendu à un nouveau propriétaire, M. Aerts.
L'ensemble du château, avec son enclos de murs, est inscrit sur l'inventaire supplémentaire des monuments historiques alors que le salon dit de compagnie, avec son décor, est classé dans le même arrêté le 12 décembre 1991.

## Description
Le château d’Autigny se situe à l’entrée du village, construit dans un cirque creusé par le Vair.
De la maison-forte originelle, le comte de Gondrecourt ne conserve que le portail renaissance et les deux tours qui encadrent l’actuelle cour d'honneur. La propriété est constituée d’un ensemble enclos de murs comprenant le château actuel en forme de L et les communs en hémicycle, avec la cour d’honneur pavée à l’ouest du bâtiment principal et la terrasse à l’est. Les deux ailes perpendiculaires du château de style Louis XV remplacent le sévère logis des Mauléon.
Propriété privée, le château se visite certains après-midi du printemps et de l’été. Après avoir franchi la porte d’entrée sculptée de rocailles, on entre dans un vestibule qui accueille un escalier monumental en pierre de taille agrémenté d’une rampe en fer forgé. Lors de la visite, on peut découvrir 7 pièces du rez-de-chaussée : 
- La cuisine accueille une monumentale cheminée, modifiée au XIXe siècle avec l’ajout de murets de briques de chaque côté.
- Le garde-manger possède de nombreux panneaux en bois peint en trompe-l’œil avec différentes couleurs de brun, pour faire croire que plusieurs essences de bois ont été utilisées.
- La salle à manger aménagée au XVIIIe siècle conserve un élégant buffet intégré dans des boiseries de la même époque. Dans une niche trône un imposant poêle en faïence de style empire provenant de la manufacture de Toul.
- Le salon de compagnie est classé Monument historique en raison de son papier peint panoramique du début du XIXe siècle. Celui-ci représente, dans des tonalités de camaïeu gris, des scènes de genre qui se déroulent à la campagne et dans un paysage portuaire idéalisé néoclassique, s’inspirant des compositions de Claude Gellée (1648 : Port avec l'embarquement de la reine de Saba, huile sur toile, National Gallery, Londres, 148,6 × 193,7 cm).
- L’antichambre est un salon orné de tentures rouges qui permet d’accueillir les visiteurs depuis la terrasse. Elle est décorée de multiples portraits dont les plus illustres sont une gravure de Louis XV, une peinture de Marie Leszczynska, un buste de Louis XVI et une peinture du cardinal André Hercule de Fleury.
- La chambre du comte est décorée de tentures jaunes et accueille un lit dit « à la polonaise ».
- La garde-robe, située à côté de la chambre du comte, possède des portes en bois permettant de ranger les différents vêtements.

Au sud du château, des murs terrassant et un escalier à double révolution dominent un parc de deux hectares. L’escalier est enrichi par une élégante rambarde en fer forgé du XVIIIe siècle et deux pots à feu de style Louis XV, et surplombe un nymphée comme dans le parc du château de Gerbéviller. Faisant face à l’escalier, un massif orné de topiaires centenaires accueille une statue de la nymphe Erignie tenant entre ses mains la traditionnelle hure de sanglier. On trouve également dans le jardin une ancienne glacière, une fabrique et une pièce d’eau conçue dans l’esprit du Canope de la Villa d’Hadrien à Tivoli alimentée par un canal de dérivation.

## Galerie d'images

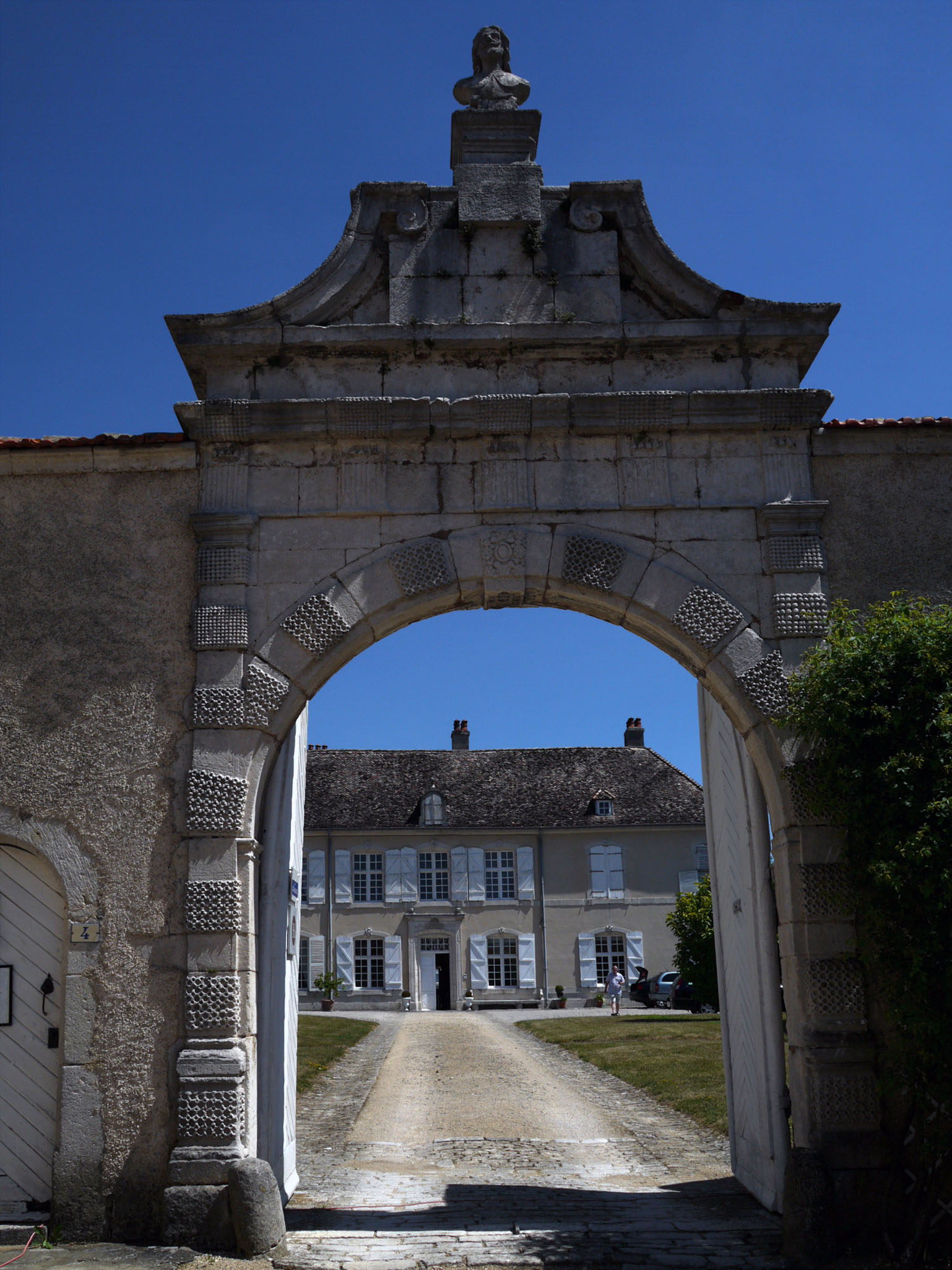
Portail renaissance devant la cour d'honneur
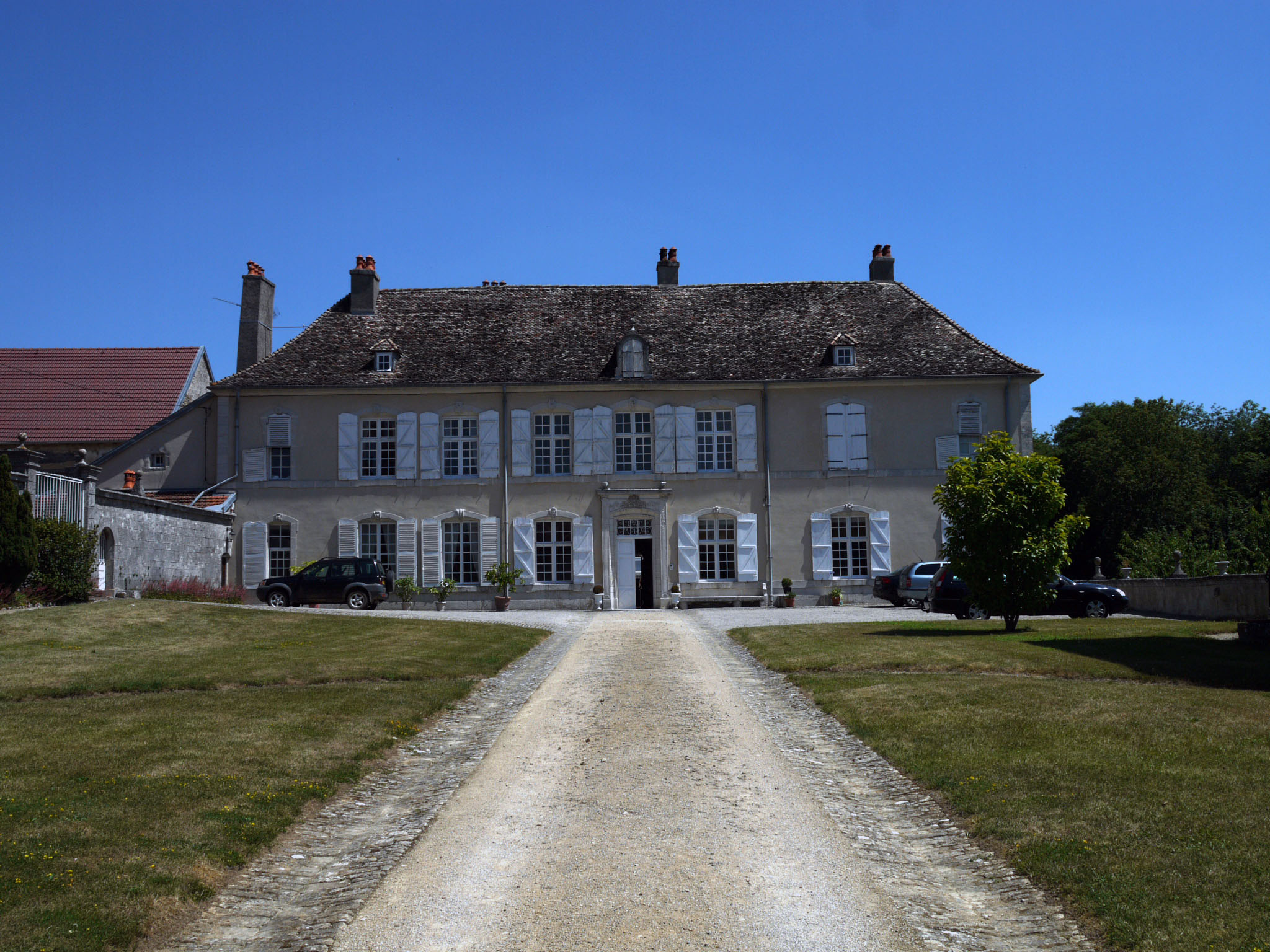
Façade principale ouest
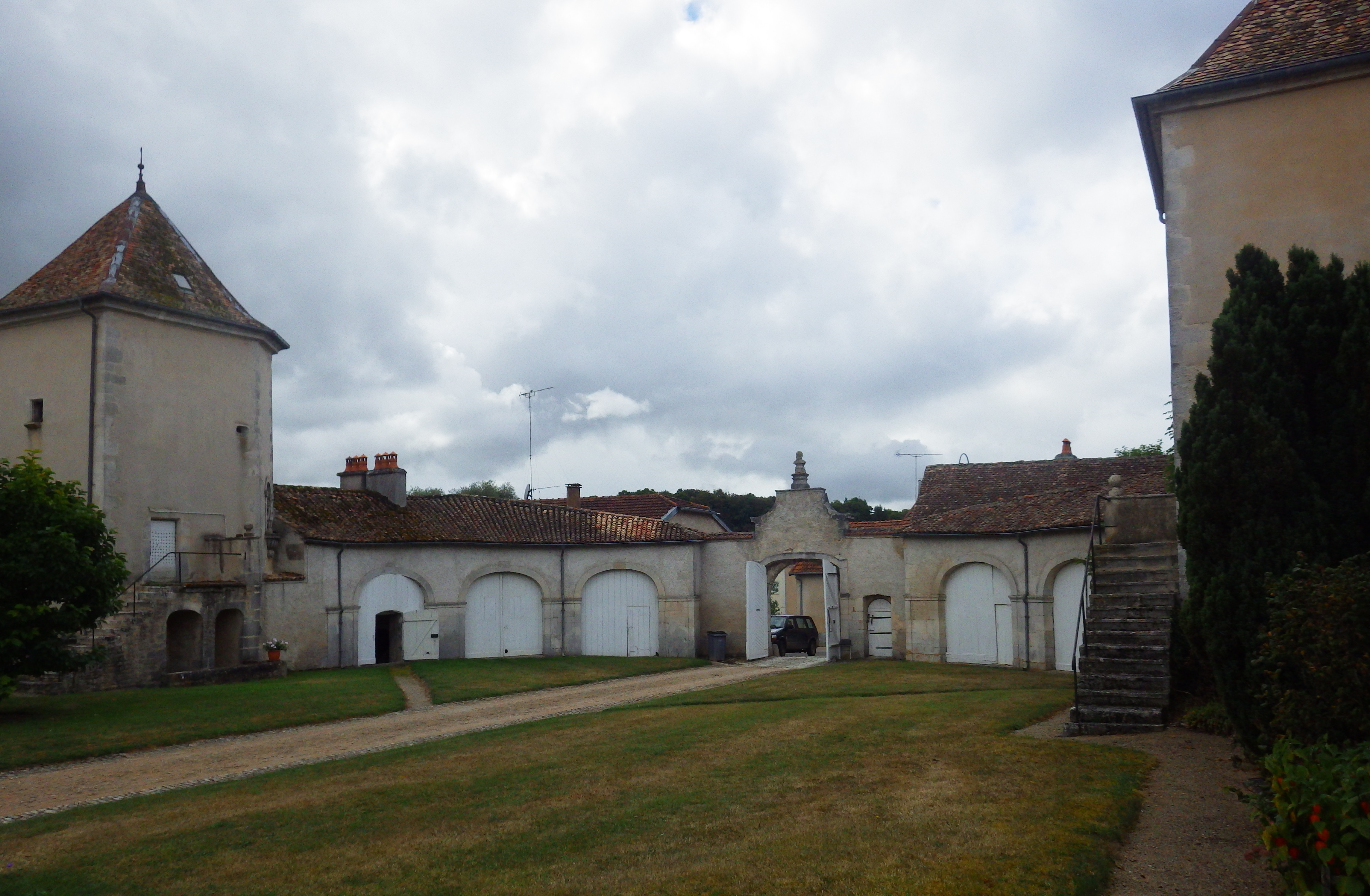
Les communs entourant le portail d'entrée
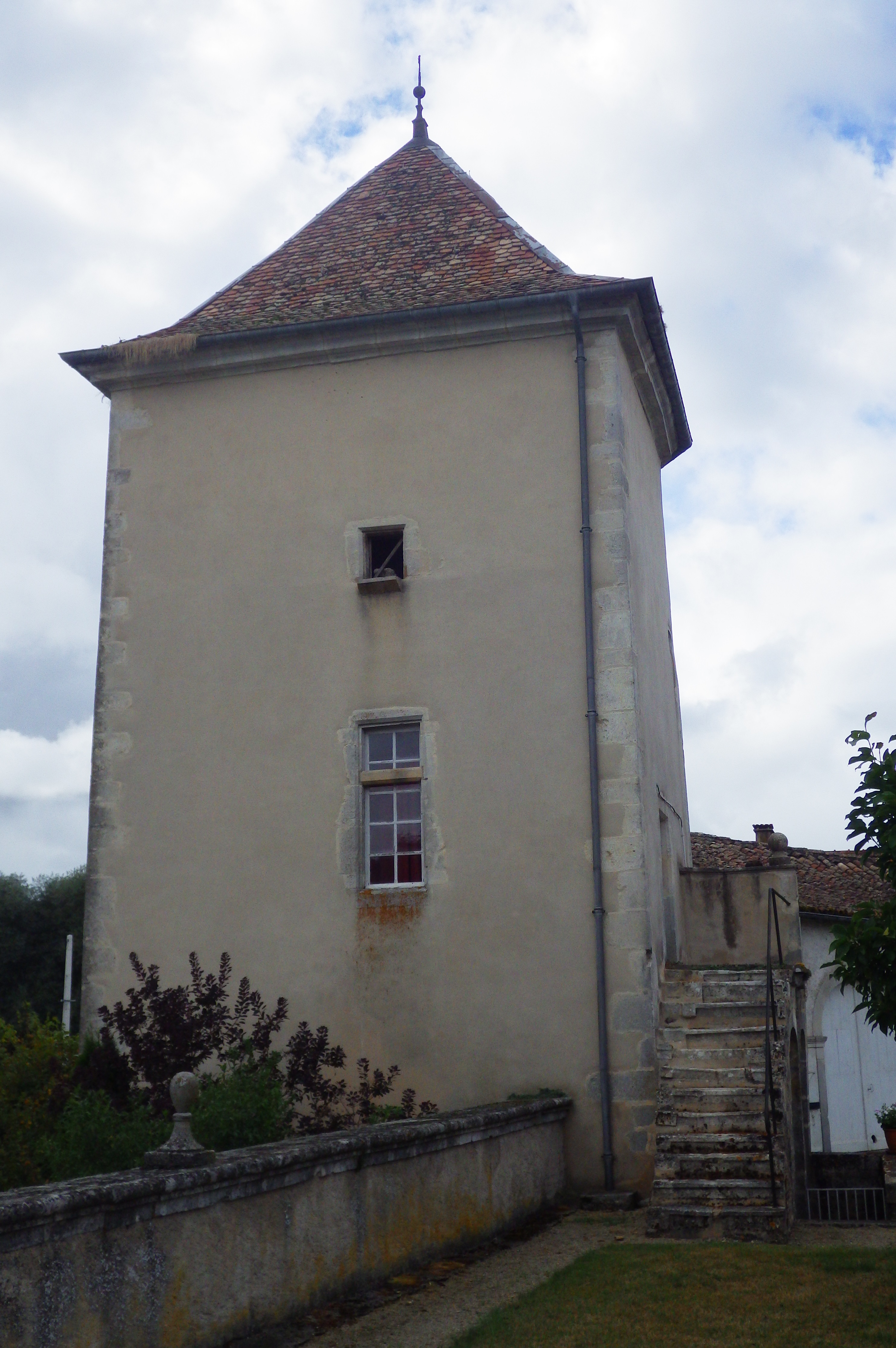
Tour sud des communs
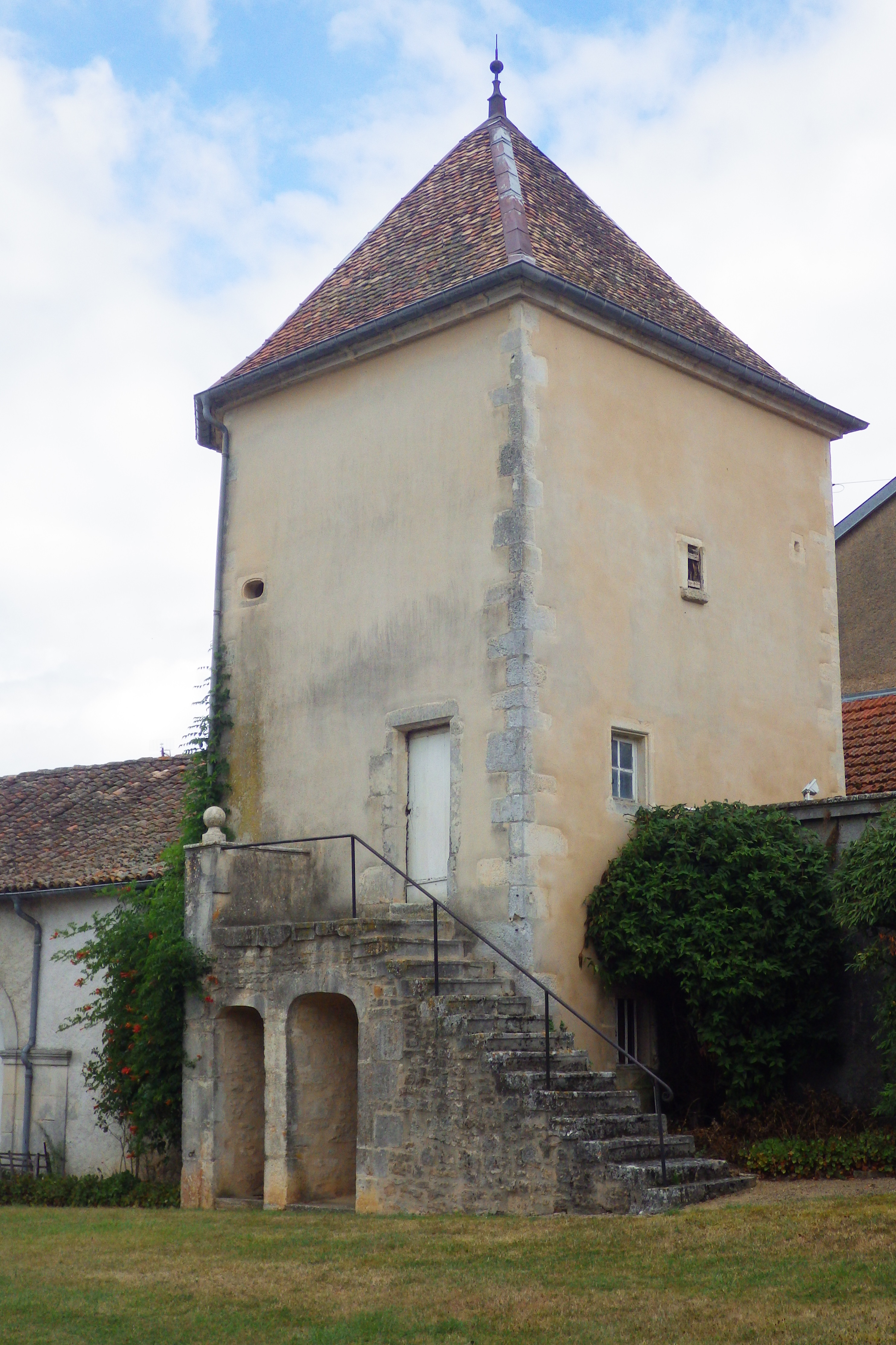
Tour nord des communs
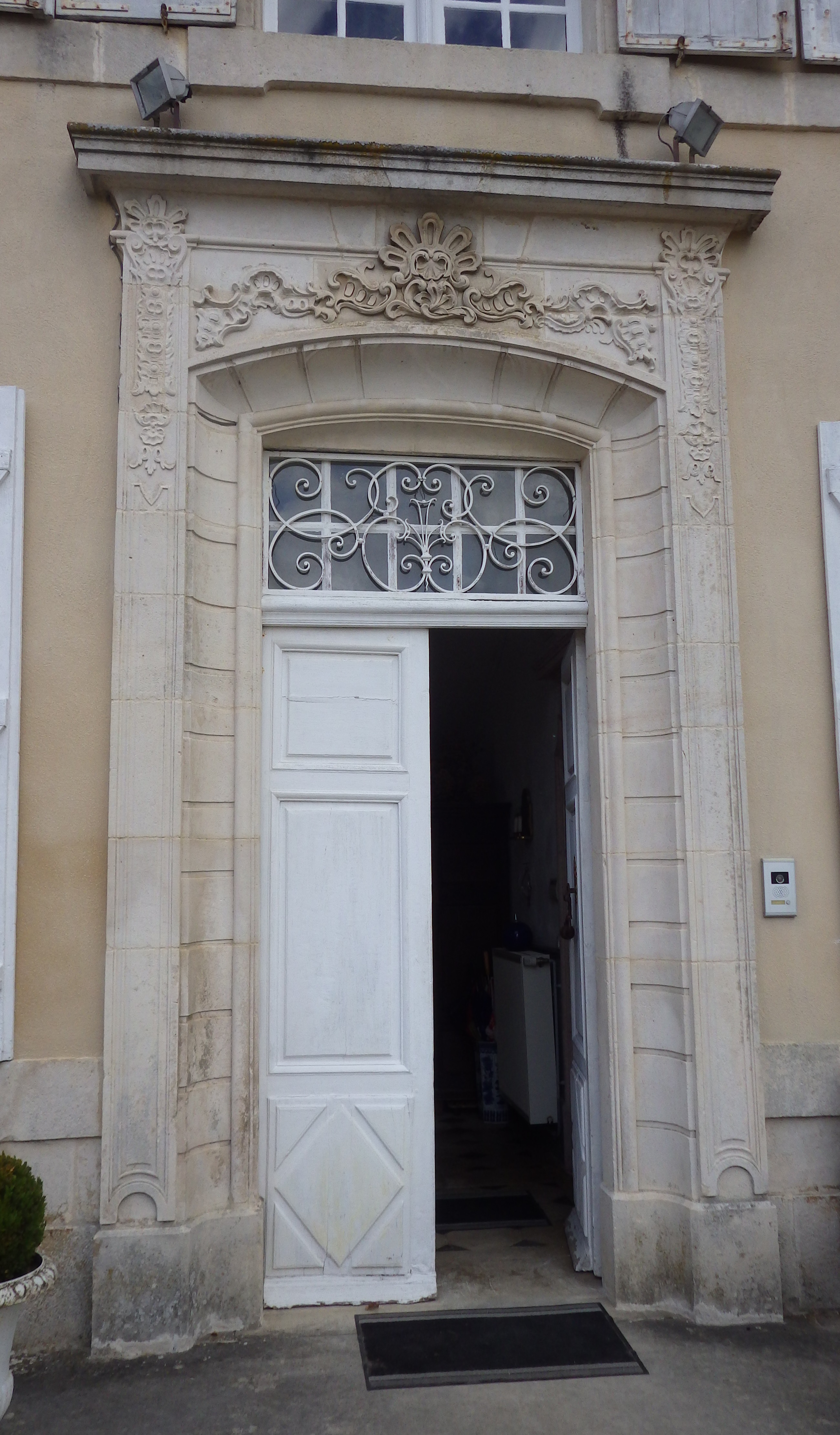
Porte d'entrée de la façade ouest
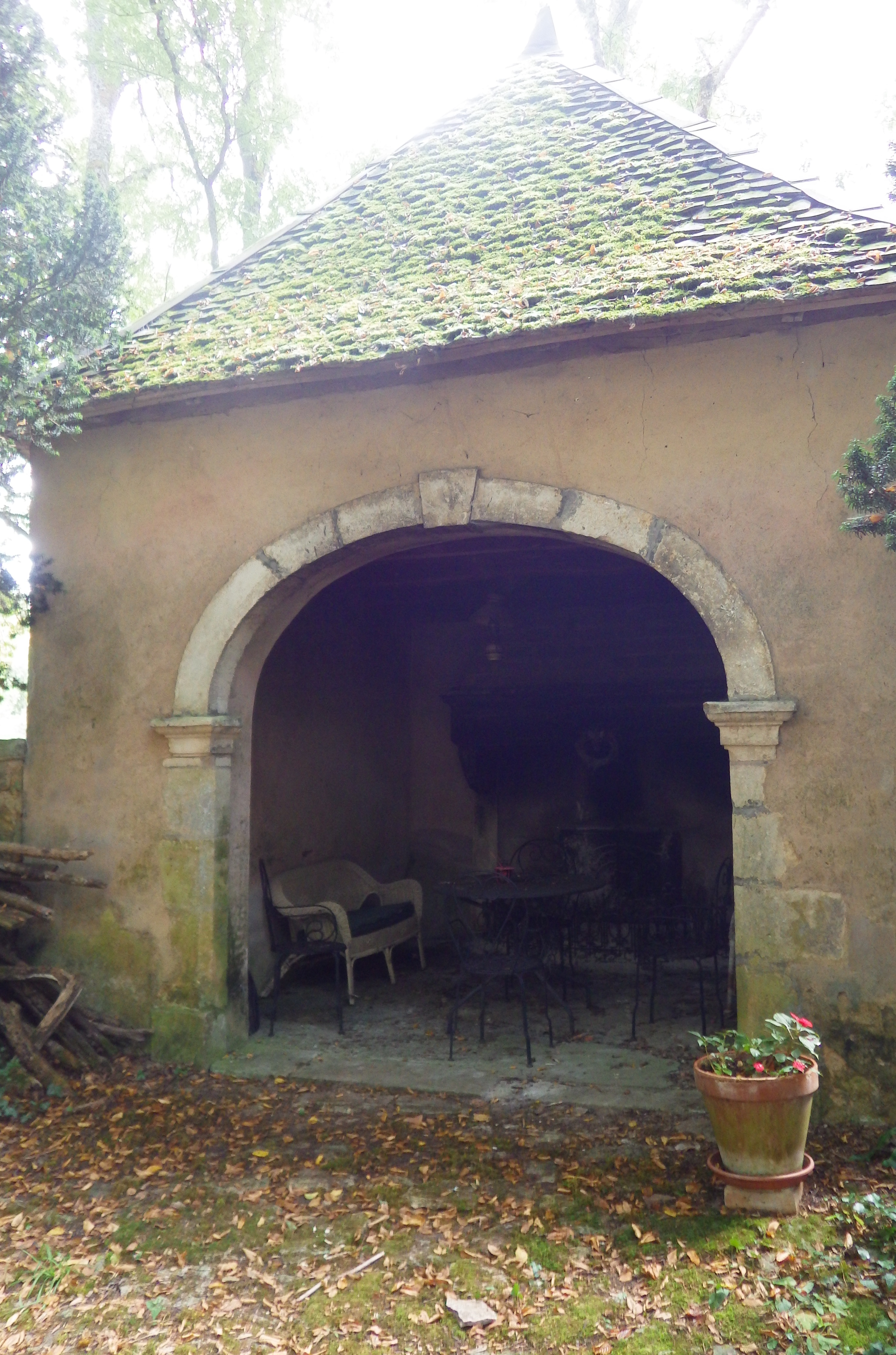
Fabrique dans les jardins
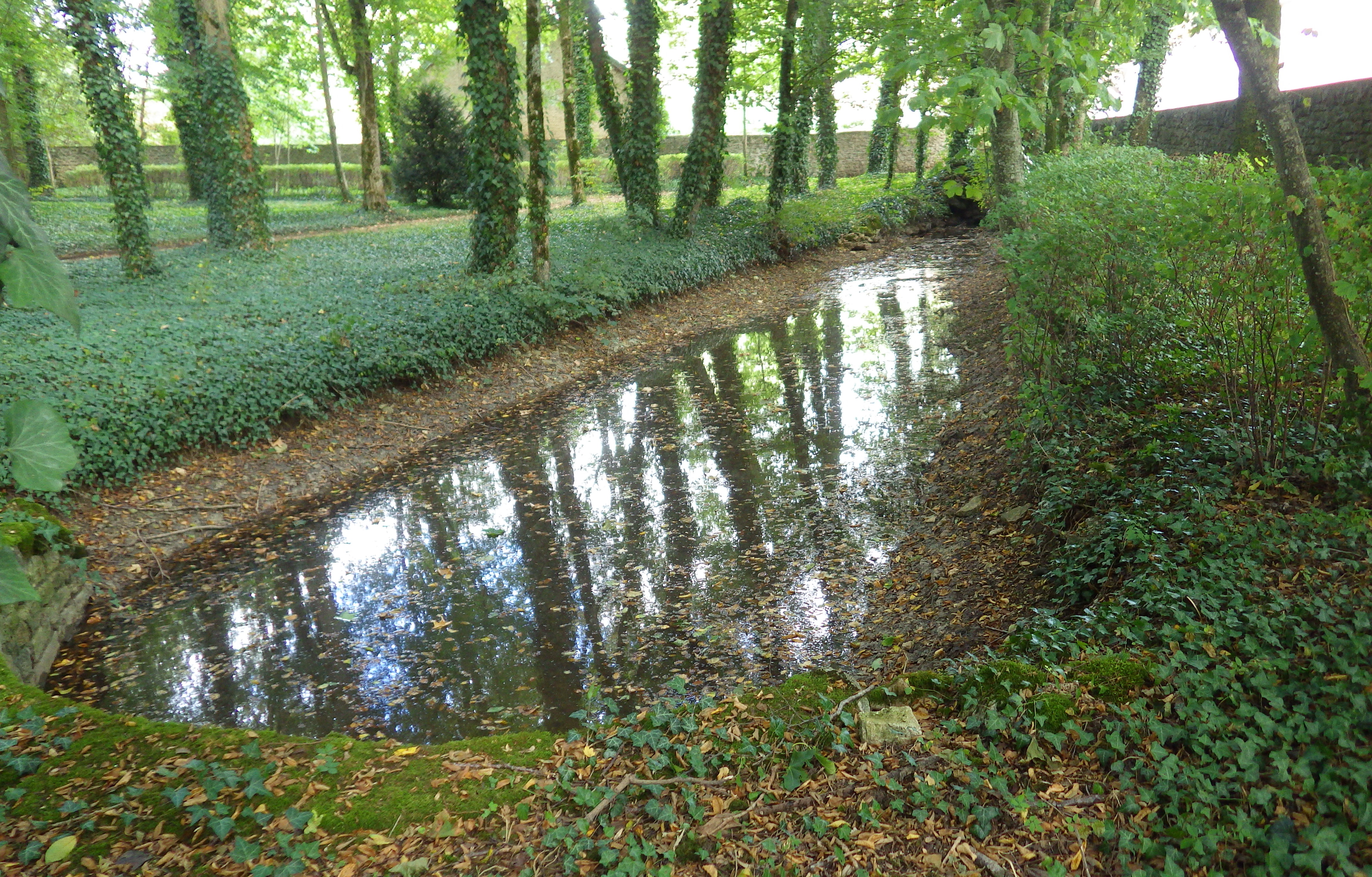
Premier bassin
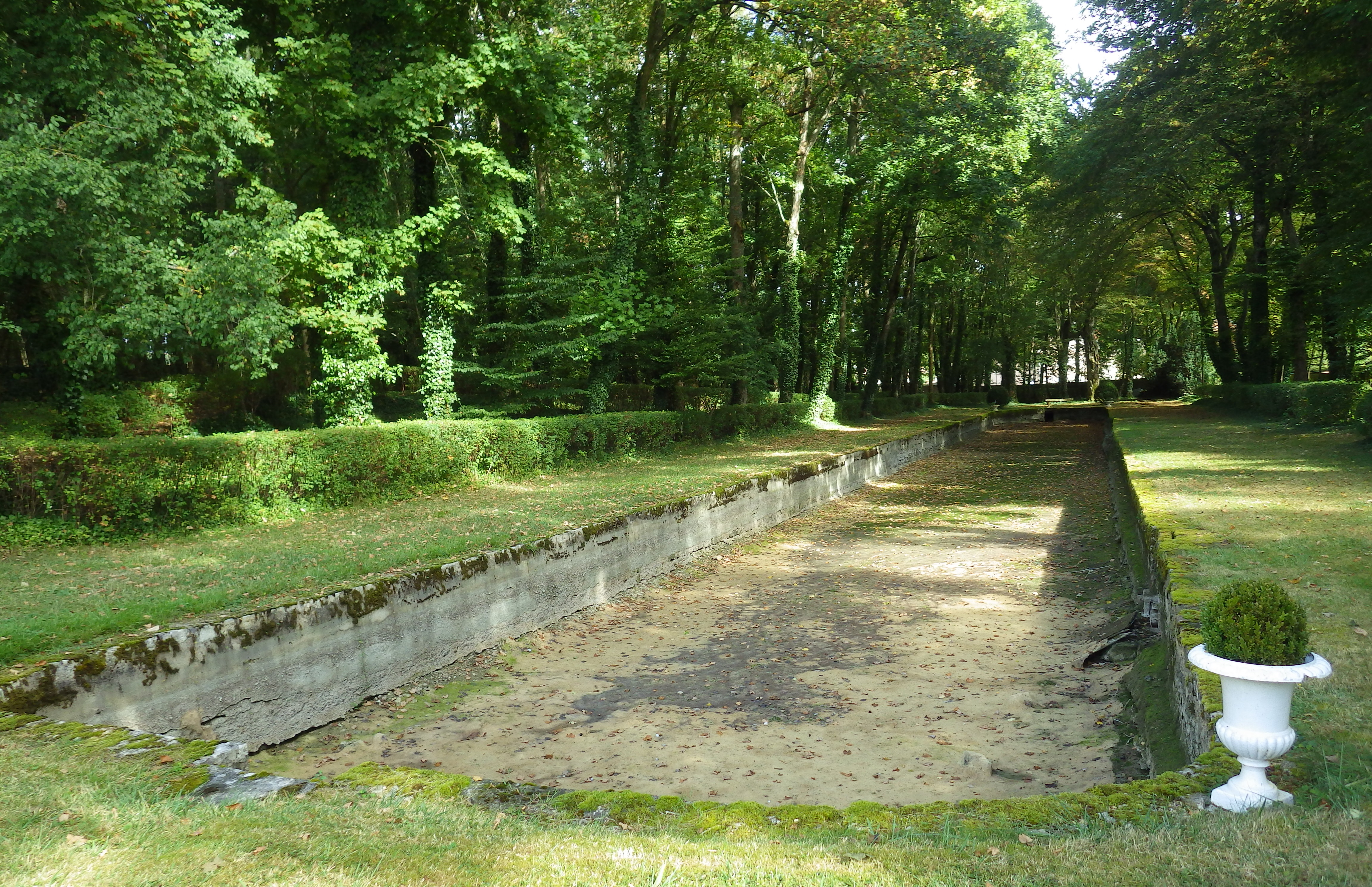
Second bassin
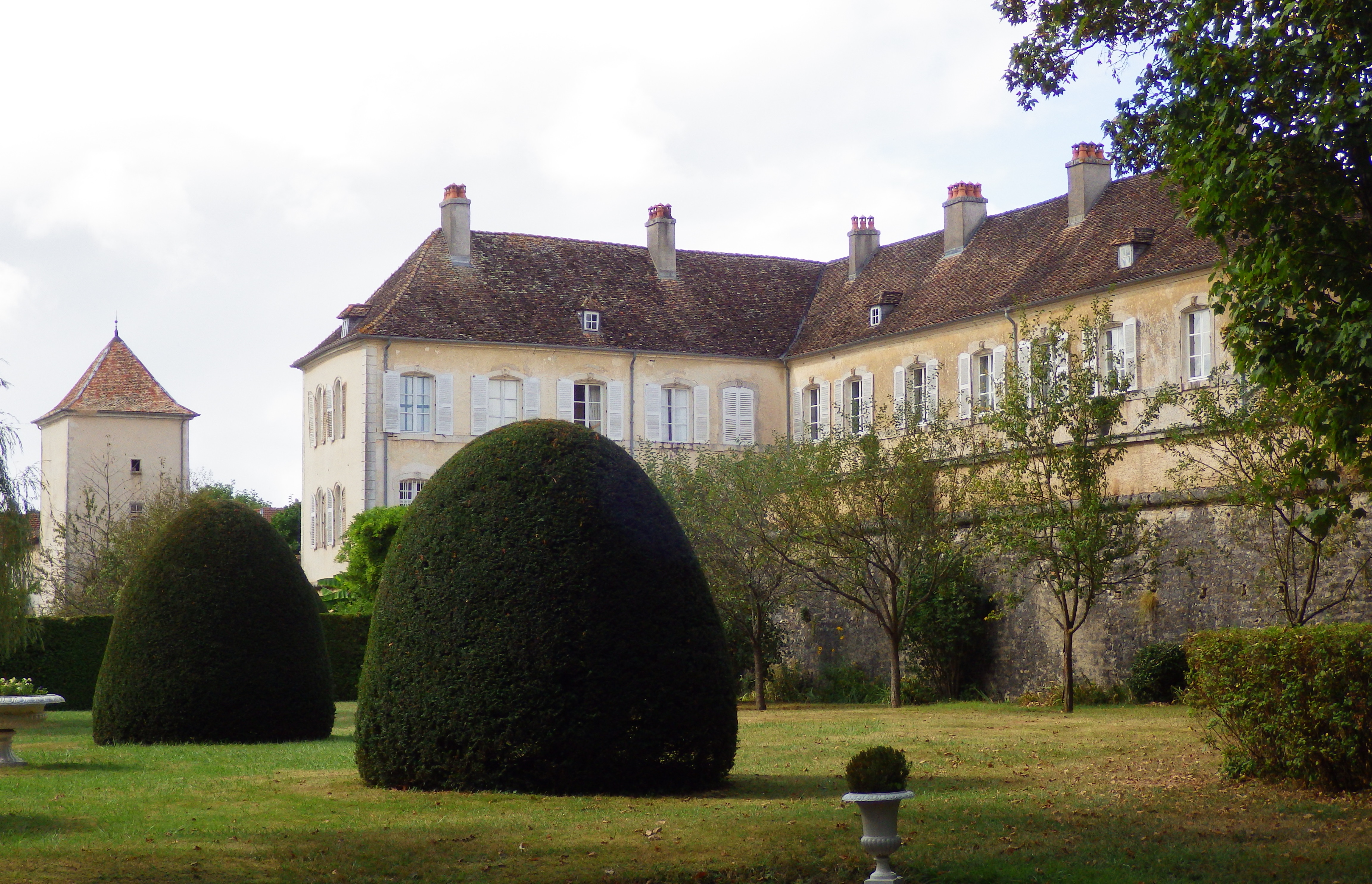
Façades est et sud depuis les jardins
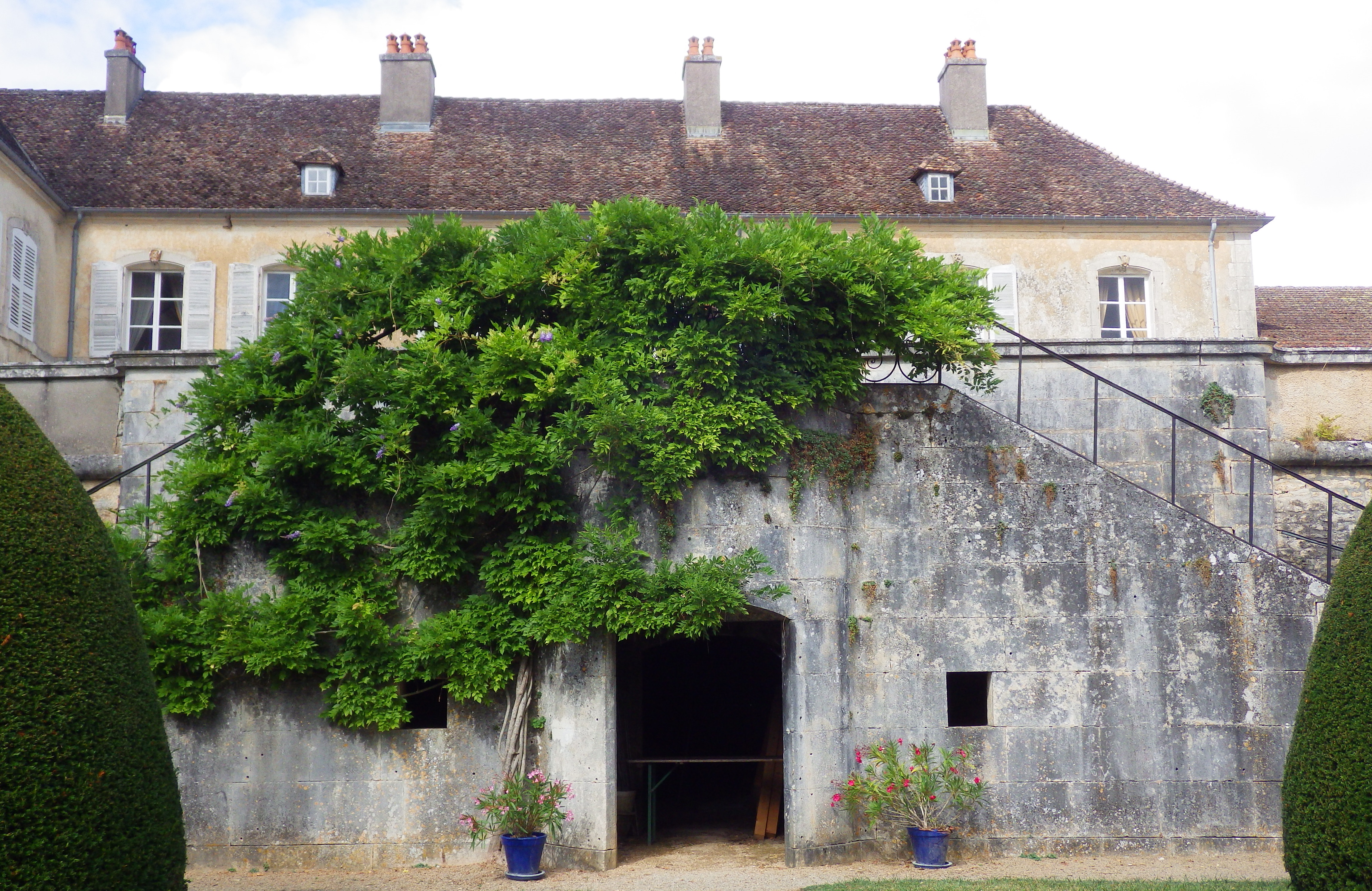
Escalier à double révolution
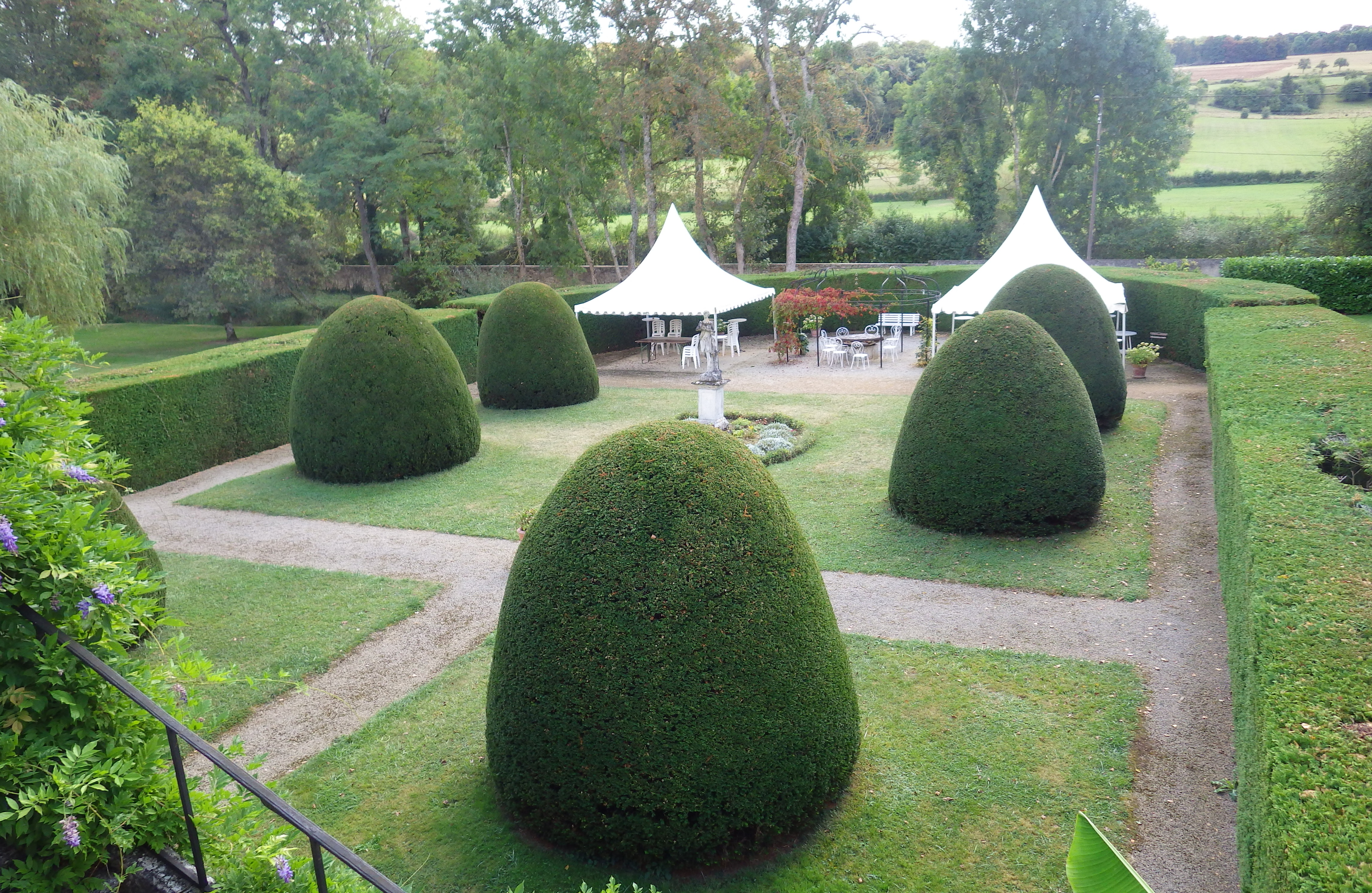
Jardin de topiaires

## Famille de Mauléon
- Jean-Blaise de Mauléon[4][source insuffisante] (†1613) - Il épouse Antoinette du Châtelet 
  - Louis de Mauléon - Il épouse Chrestienne de La Mothe 
    - François de Mauléon (†1633) - Il épouse en 1623 Catherine des Salles 
      - Charles François de Mauléon (†1668) - Il épouse Anne Catherine de Cicon (†1696) 
        - Henriette de Mauléon
        - Gabrielle de Mauléon

## Source
- Jean-François Michel, Châteaux des Vosges, Nouvelles Éditions latines  (ISBN 2-7233-0039-0)